# Szélesi Sándor
Szélesi Sándor, írói álnevén Anthony Sheenard Budapest, 1969. július 23. –) nyolcszoros Zsoldos Péter-díjas sci-fi-, fantasy- és thrilleríró, forgatókönyvíró, szerkesztő, eddig 33 megjelent regény és több, mint 110 publikált novella szerzője. 2007 szeptemberében a koppenhágai Eurocon találkozón megkapta az European Science Fiction Society legjobb szerző díját, mint az év legjobb európai sci-fi-szerzője. 2018-tól a Magyar Írószövetség SF Szakosztályának vezetője.

## Életrajz
Szélesi Sándor Budapesten él, első verseit, meséit hétévesen írta. A veszprémi Kvark sci-fi klub hasonnevű fanzinjában jelent meg a szerző első novellája 1985-ben.
A rendszerváltás után, a kilencvenes évek elején számos újonnan indult SF-magazinban (Vega, Vénusz, Orion) publikált, ezek a lapok azonban a piaci viszonyok miatt sorra megszűntek. Amikor a szerző Veszprémből Nyíregyházára került, a tanárképző főiskola történelem-művelődésszervező szakára, a közelben (Debrecenben) működő Cherubion Kiadó vezetője, Nemes István felkérte, hogy publikáljon fantasy antológiáiban. Ekkor született meg Monas apónak, a mackótermetű varázslónak alakja, akinek eleddig tíz története látott napvilágot.
A publikálások az évek során folyamatossá váltak, és amikor a kiadó elindította sci-fi antológiáit, akkor a szerző azokban is rendszeresen szerepelt írásaival. Első kiadott regényét megbízásra írta. Ez egy orvosi krimi volt, Halálos tévedés címmel jelent meg a Lap-Ics kiadó gondozásában 1996-ban. 1997-ben a Cherubion antológiái mellett az induló X-Magazin közölte a szerző legtöbb novelláját, amelyek az újság jellegéből adódóan leginkább négy-öt oldalas művek voltak.
Ötéves munka eredményére tett pontot a Városalapítók című SF-regény megjelenése 1997-ben. Ez a klasszikus hangvételű mű egy generációs űrhajó ötvenhat éves útjának utolsó hat napját mutatja be. Mivel a hazai SF-könyvkiadás ekkortájt szinte kizárólag angolszász nevű írókban gondolkodott, a szerző felvette az Anthony Sheenard álnevet. A regény 1998-ban elsőként kapta meg az év legjobb SF-regényének járó Zsoldos Péter-díjat. Szélesi Sándor ekkor már Veszprémben élt ismét, s egy középiskolában történelmet tanított.
Három év alatt 1999-ig három humoros fantasy-regényt és egy horrorisztikus hangulatú thrillert írt. 1999-ben jelent meg második SF-regénye A holtak galaxisa címmel, melynek már York Ketchikan volt a főszereplője, aki a következő évben induló Mysterious Universe sorozat egyik központi figurájává vált. A Mysterious Universe Fonyódi Tibor (Harrison Fawcett) Katedrális és Brett Shaw szériájának és Szélesi Sándor York Ketchikan regényeinek összeolvadásából bontakozott ki. Fonyódi misztikus és Szélesi mitikus világlátása egyedülálló space-fantasy sorozatot eredményezett.
Időközben a szerző Kaposvárra költözött, ahol a Somogyi Hírlap újságírója lett. Az Excalibur keresése című nagyívű Mysterious Universe regény első kötetének írásakor azután választania kellett: újságírás vagy regény. Másfél év után otthagyta a napilapot, és Az Excalibur keresése második kötete már Budapesten született meg, ahova a szerző családjával együtt tovább költözött. Elvállalta – Fonyódi Tiborral együtt – egy ősmagyar kalandregény-sorozat elkészítését. A munkát megosztották: Szélesi az ötezer évvel korábbi legendás múlt kidolgozását és regényeit vállalta magára. Ezek a művek – Vadásznak vadásza, Tündérösvény, A lelkek birodalma – természetesen nem álnéven jelentek meg. Mögülük egy misztikus-mesés múlt bontakozik ki, a Puszta isteneivel, az Égigérő Fával és különleges, magyar mondavilágot idéző lényekkel és harcosokkal.
A szerző az írás mellett elvállalta a Kalandor Kiadó művészeti vezetését, illetve 2002-ben Németh Attilával és Michaleczky Péterrel útjára indította az Átjáró Magazint (később SF&F Átjáró Magazin), amely az 1996-ban megszűnt Galaktika szellemi utódjának tartotta magát. Az irodalmi lap kéthavonta jelent meg, spekulatív fikciós novellákat közölt, oldalain azonban filmekkel, játékokkal és a közösségi élet eseményeivel is foglalkozott. Két és fél éves fennállása alatt tizenöt számot élt meg, Szélesi a megszűnésig töltötte be a főszerkesztői posztot.
2004-ben újabb váltás következett. Miután a szerző távozott a Kalandor Kiadótól, az Inomi megkereste a Mysterious Universe sorozat folytatásának ötletével. A MU utolsó megjelent regénye Az Excalibur keresése volt 2001-ben. A két világteremtő író elfogadta az ajánlatot, és Szélesi szerkesztésében 2003 ősszén megjelent az újrainduló sorozat első kötete, A hercegnő nyakéke, amelyben a fiatal York Ketchikan ismét fegyvert és űrhajót ragad. Egy évre rá Ketchikan visszatért kalandozni az Ellopni egy Chagallt regényben.
A Mysterious Universe különös, sötét oldalát jelenítette meg egy új sorozat, amelynek első kötete a Sötétség előtt 2005-ben Zsoldos Péter-díjat hozott a szerzőjének ismét. A regény hét évszázaddal York Ketchikan kora előtt játszódik, és célja a Bowman-testvérpár életének bemutatása – ők azok, akik „felébresztik” majd a világ egyik rejtélyes szupercivilizációjának tagjait. Ugyanebben az évben ez a regény elnyerte a közönség Nova-díját is.
Az Inomi kiadó kényszerítő okok folytán befejezte a könyvkiadást, így a Szélesi által alapított Graal Kiadó folytatta a MU-regények megjelentetését. Itt látott napvilágot a Gin Bowman széria második része Árnyak ébredése címen. A sorozatot hamarosan a Tuan kiadó vette át, ahol egy Szélesi által szerkesztett antológia és egyéb szerzők regényei mellett 2012-ig kellett várni York Ketchikan újabb feltűnésére a Vadászat egy szimurgra kötetben.
Mindeközben az Európai SF Társaság (ESFS) 2007-ben Koppenhágában Szélesi Sándort Európa legjobb tudományos-fantasztikus írójának választotta, illetve ezekben az években négyszer is megkapta a legjobb SF-novelláért járó Zsoldos Péter-díjat (2006: Galileo, 2009: Vér és verejték, 2010: Egy lépés az örökkévalóság felé, 2012: Míg mozgok, van világ). A szerző ekkortól a novelláknál egyre többször használja a saját nevét az Anthony Sheenard álnév helyett, amely a Mysterious Universe és egy újabb fantasy sorozat borítóin marad meg csupán.
Ezt az új sorozatot is a Tuan Kiadó indította útjára Dreamworld logó alatt. A világháttér Gere Richárd és Nóthof Ferenc nevéhez fűződik. A kiadó megnyerte Szélesit a projekthez: írja meg a világot „felvezető” első trilógiát. Ennek két kötete jelent meg 2009-2010-ben: A Főnix ébredése és A sárkánypap álmai. A tervek szerint a sorozathoz, amely egyszerre játszódik egy képzeletbeli világban, és a mai mindennapokból kiinduló alternatív valóságban, több szerző is csatlakozott volna, ám a kiadó átalakításakor a széria félbeszakadt.
2011 májusában látott napvilágot a Pierrot által Eger városának írt játék alapján született Jumurdzsák gyűrűje című regény, amelynek egyik főszereplője – a játékból ismert Jonathan Hunt mellett – maga Gárdonyi Géza. A könyv két címlappal több kiadást is megélt.
Irodalmi munkássága mellett a szerző filmforgatókönyveket is ír. A 2007-10 között futó Tűzvonalban című televíziós sorozatban 21 epizódot jegyez, továbbá vezető forgatókönyvírója volt a Diplomatavadász című romantikus sorozatnak. Ötletadója volt a Szinglik éjszakája című mozinak, illetve 2013-ban a Hacktion című sorozat utolsó két évadába is beszállt íróként. Dolgozott a Családi titkok és a Magánnyomozók című álrealityben.
2014. októberében felkérték az  Ad Astra kiadó irodalmi szerkesztőjének.  Az Ad Astra kortárs SF regények mellett három antológiát is kiadott magyar szerzők közreműködésével a következő években, melyeket Szélesi Sándor szerkesztett (Falak mögött a világ, 2045 – Harminc év múlva, Távoli kolóniák).
Szerkesztői munkásságának eredménye a Rés a valóság szürke szövetén a Főnix Könyvműhely gondozásában.
Szélesi kísérletező kedvét ebben az időben több más-más zsánerbe tartozó regény jelzi. A Csillagfényszövők (Főnix Könyvműhely, 2016.) tinédzser olvasóknak szóló kísérletező ifjúsági regény, amelynek a végén a szöveg képekbe rendeződik. A Pokolhurok (Pergamon Kiadó, 2016.) főszereplője egy vírussal egy egész rasszot akar kiirtani. A nyomasztó, kortárs regény „komoly figyelmeztetés a mából a holnapnak”. Szórakoztató történelmi regény a Sztálin, aki egyszer megmentette a világot (SzS Kulturális Kiadó, Erdős László ötletéből), amellyel szemben a súlyos mondanivalót hordoz A Szörnyeteg a hajtóműben című, először a Galaktika lapjain, majd a Librinél önálló kötetben napvilágot látott szépirodalmi mű.
2017-ben jelent meg a Könyvmolyképző Kiadónál a Kincsem című történelmi regénye, mely a verhetetlen kancának és gazdájának állít emléket a történelmi valósághoz a lehető legpontosabban közelítve. Magyar témájú, igaz, teljesen más, a Metropolis Media által kiadott Az ellopott troll (2019), amely kevert zsánerű: urban folk fantasy krimi. Helyszíne a jelenkori Budapest, a Magyar Királyság fővárosa, főszereplője egy nyomozó, aki a Teve utcai palotában a Varázslények ügyosztályon dolgozik. Ez a regénye 2020-ban Zsoldos Péter-díjat kapott, a közönségdíj győzteseként.
A Mysterious Universe több szerzős világa az évtized végére kibővült. Ennek eredményeképpen jelentek meg York Ketchikan kalandjaiból újrakiadások (Az Excalibur keresése I-II.), illetve a Négykezes plazmára és energiavetőre című új regény.
Az utóbbi időben Szélesi pályája egyre inkább a filmek és sorozatok felé fordult. 2018-ban Somogyi Györggyel két tévéjátékot is írtak: ezek a Halálügyész és a Szabó Magda azonos című regényéből adaptált Pilátus voltak. A Pilátust utóbb meghívták a Golden Globe legjobb külföldi film-válogatásra, és bár nem jutott be a shortlist-be, bekerült az amerikai forgalmazásba. Jelenleg is több sorozaton, nagyjátékfilmen, illetve könyvadaptáción dolgozik, többek között Szabó Magda két regényén.

## Művei

### Regények
- Robert Newirth: Halálos tévedés (thriller, 1996)
- Városalapítók (sci-fi, 1997) – Zsoldos Péter-díj, 1998 legjobb sci-fi regénye
- A szerencse zsoldosai (fantasy, 1997)
- Földfaló (thriller, sci-fi, 1998)
- Parázs-varázs (fantasy, 1998)
- Egy ghoul vacsorája (fantasy, 1999)
- A holtak galaxisa (sci-fi, 1999)
- Az Excalibur keresése I. – A Fekete Sárkány Testvériség (sci-fi, 2000)
- Két tűz között (sci-fi, 2000)
- Az Excalibur keresése II. – A Kard lovagjai (sci-fi, 2001)
- A démon szeme (thriller, 2001)
- Vadásznak vadásza (misztikus ősmagyar-történelmi, 2002)
- Tündérösvény (misztikus ősmagyar-történelmi, 2002)
- A lelkek birodalma (misztikus ősmagyar-történelmi, 2003)
- A hercegnő nyakéke (sci-fi, 2003)
- Liliom és vér (Héttenger fantasy, 2004)
- Ellopni egy Chagallt (sci-fi, 2004)
- Sötétség előtt (sci-fi, 2004) – Zsoldos Péter-díj, 2005 legjobb sci-fi regénye
- Árnyak ébredése (sci-fi, 2005)
- A Főnix ébredése (DreamWorld fantasy – 1. rész, 2009)
- A beavatás szertartása (sci-fi, 2009)
- A sárkánypap álmai (DreamWorld fantasy – 2. rész, 2010)
- Jumurdzsák gyűrűje (az azonos című interaktív film regényváltozata, társszerző: Pierrot) - Alexandra (2011)
- Vadászat egy szimurgra (sci-fi, York Ketchikan, 2011)
- A holtak galaxisa (sci-fi, York Ketchikan, 2012)
- Pokolhurok (sci-fi, 2016)
- Sztálin - Aki egyszer megmentette a világot (társszerző: Erdős László) (alternatív történelem, 2016)
- Csillagfényszövők; Főnix, Hajdúböszörmény, 2016
- Kincsem; Könyvmolyképző, Szeged, 2017 (Arany pöttyös könyvek)
- Varázslények Ügyosztály 1. - Az ellopott troll; Galaktika Fantasztikus Könyvek (magyar urban fantasy, 2019) – Zsoldos Péter-díj, a 2020-as közönségdíj győztese
- A szellemtáltos legendája (történelmi kalandregény, 2019)

### Novellák
- A bolygó sebe – Vega magazin, 1990. augusztus
- Hallgass a megérzésre! – Vénusz magazin, 1990. október
- Szép Heléna – Vénusz magazin, 1990. október
- Hiba az egyenletben – Vega magazin, 1990. október
- Felhő – Vega magazin, 1991. február
- Legyen a kezed mindig tiszta! – Vénusz magazin, 1991. március
- Démonlánc – LIDÉRCEK antológia (1995. Cherubion)
- Mennyi az úthossz?… – Nexus, 1996. február
- Sárkányröpte – SÁRKÁNYOK antológia (1996. Cherubion)
- Hosszú útra összezárva – OZIRISZ ORSZÁGA antológia (1996. Cherubion)
- Átverés – X-Magazin, 1996. december
- Tolvajok – X-Magazin, 1997. január
- Külsőfejtés – X-Magazin, 1997. február
- Lázadás a Holdon – X-Magazin, 1997. április
- Ellenszérum – X-Magazin, 1997. május
- A gödör és a kívánság – DÉMONHERCEGNŐ antológia (1997. Cherubion)
- Hullakeresők – TROLLVADÁSZOK antológia (1997. Cherubion)
- Kézitusa – CSILLAGHAJÓK antológia (1997. Cherubion)
- A törhetetlen kard – ELF MÁGIA antológia (1997. Cherubion)
- Óriási vagyon – ELF MÁGIA antológia (1997. Cherubion)
- Az Élet-effektus – AZ UNIVERZUM ÖRÖKÖSEI antológia (1997. Cherubion)
- Őrtállók – X-Magazin 1997.
- A császár bolondja – A GALAXIS CSÁSZÁRA antológia (1998. Cherubion)
- Csak egy barbár – VADAK ÉS BARBÁROK antológia (1998. Cherubion)
- A csonkolás művészete – ÓPIUMKERINGŐ antológia (1998. Cherubion)
- Veszélyeztetett dimenziók – CSILLAGROBBANÁS antológia (1998. Cherubion)
- Hogyan legyünk Brett Shaw? – TÜZÖZÖN antológia (1999. Cherubion)
- Fogd és öld! – FEKETECSUKLYÁSOK antológia (1999.) Cherubion
- York napsütése – A JESSA FÁTYLA antológia (1999. Cherubion)
- A bérgyilkos halála – JÉGMÁGIA antológia (1999. Cherubion)
- Hogyan foglalta el?… – BARBÁR POKOL antológia (2000. Cherubion)
- Éjszakai fürdőzés – BARBÁR POKOL antológia (2000. Cherubion)
- Misztériumjáték – ARANYPIRAMIS antológia (2000. Cherubion)
- Gyerekes csíny – RIVÁLISOK antológia (2000. Cherubion)
- Mi a nevük a ciklonoknak?… – Átjáró magazin, 2002. február
- Határértékek – Magyar konyha, 2002. március
- Hogyan készítsünk magunknak házi kedvenceket – Átjáró magazin, 2003. december
- Dr. Jackill és Mr. Wyde – BIRODALMI OSZTAG antológia (2004. Inomi)
- Valami élő – SF&F Átjáró Magazin, 2004. június
- A szörnyszülött – REJTÉLYES TŰZ antológia (2004. Deltavision)
- A kozmoszon átfűzött ember – HOLDUDVAR antológia (2005.)
- Teknősök az országút szélén – Szefantor XVIII. (2005.)
- Teremtő évek – Profiterol magazin 10. (2005.)
- Mosolyszünet – AZ EVOLVENS KALÓZAI antológia (2005. Graal)
- Galileo – Galaktika magazin (2006.) – Zsoldos Péter-díj – 2006 legjobb novellája
- A láthatatlan város (fantasy misztikus fikció, 2007.)
- A Katedrális Őrzői - A KATEDRÁLIS ŐRZŐI antológia (2008. Tuan)
- Kovácsbéla népe - Új Galaxis 14. (2009, Kódex Nyomda)

#### Szélesi Sándor néven
- Veszteglő vonat – IDŐJELEK antológia (1992)
- Gyémántszív – Orion magazin és FÉNYHOZÓ antológia (1994)
- Rohammunka – KALANDOROK antológia (1995)
- A tengeri kígyó – BOSZORKÁNYOK antológia (1995)
- A lantos – DÉMONOK antológia (1995)
- Úttalan utakon – LIDÉRCEK antológia (1995)
- A tanítvány – HALÁLOSZTÓK antológia (1996)
- Szerepjáték – HOLTAK SEREGE antológia (1996)
- A bosszúálló – DÉMONHERCEGNŐ antológia (1997)
- Mosodás – X-Magazin (1997. június)
- Dicséret – X-Magazin (1997. július)
- A jövőlátó – VADAK ÉS BARBÁROK antológia (1998)
- Csillagnéző – AZ ALKONY KIRÁLYAI antológia (1998)
- Vér és verejték - Galaktika 228. szám (2009. március, 70-79. oldal) - Zsoldos Péter-díj - 2009 legjobb novellája[3]
- Egy lépés az örökkévalóság felé - Metagalaktika 11. (2009, 150-161. oldal) - Zsoldos Péter-díj - 2010 legjobb novellája
- Szörnyeteg a hajtóműben - Galaktika 246-247-248-249. szám (2010) - Zsoldos Péter-díj - 2011 legjobb kisregénye
- Míg mozgok, van világ - Galaktika 265. szám (2012. április, 40-49. oldal) Zsoldos Péter-díj - 2013 legjobb novellája[4]
- Soha többé napkelte - Galaktika 272. szám (2012. november, 56-58. oldal)
- Távoli kolóniák. SF-antológia; vál., szerk. Szélesi Sándor; Ad Astra, Bp., 2016

### Forgatókönyvek
- Tűzvonalban – M1 – tévésorozat (23 epizód, 2007–2008)
- Diplomatavadász - Duna Televízió – tévésorozat (2010, storyliner, forgatókönyvíró – 7 epizód)
- Szinglik éjszakája – nagyjátékfilm (2010, eredeti ötlet)
- Nyolc óra – kisjátékfilm (preproduction – 2012, forgatókönyvíró)
- Hacktion (2013, forgatókönyvíró – 5 epizód)
- A sors szerelmesei – nagyjátékfilm (2012)
- Magánnyomozók (2016. forgatókönyvíró)
- Sárospataki anekdoták – tévéfilm (2017, forgatókönyvíró)
- Pilátus – tévéfilm (2019, társszerző: Somogyi György)
- Halálügyész – tévéfilm (2019, társszerző: Somogyi György)

### Egyéb
- Hungary 360 – Panoráma körkép (történelmi háttér és képszövegek)
- Magyarország fürdői 360 - Panoráma körkép

## Díjai

### Zsoldos Péter-díjas művei
| Évszám | A mű címe                       | Kategória   |
| ------ | ------------------------------- | ----------- |
| 1998   | Városalapítók                   | regény      |
| 2005   | Sötétség előtt                  | regény      |
| 2006   | Galileo                         | novella     |
| 2009   | Vér és verejték                 | novella     |
| 2010   | Egy lépés az örökkévalóság felé | novella     |
| 2011   | Szörnyeteg a hajtóműben         | kisregény   |
| 2013   | Míg mozgok, van világ           | novella     |
| 2020   | Az ellopott troll               | közönségdíj |

Forrás: 
- 2023 Az év könyve (csoportos)
- 2024 Fitz József díj (csoportos)